# يابوس
يابوس بلدية من بلديات ولاية خنشلة، تقع في الجنوب الغربي للولاية ولها حدود مع بعض بلديات ودوائر ولاية باتنة منها أولاد فاضل، تيمقاد، اشمول. تعد بلدية يابوس من المناطق الفلاحية في الجزائر حيث تشتهر بثمار التفاح، وتعد من معاقل الثورة التحريرية حيث يوجد بها مقر الولاية الأولى برأس كلثوم بجبال شيلية - الأوراس، وتزخر بالحفاظ على التراث الشاوي وتملك فرقة تدعى فرقة رحابة يابوس. أشهر مناطقها تاغريست، الكانطينة، بوعتاب، السكوم.كرازة، عين داود، الوضحة. عشيقة. تتميز المنطقة بالبرودة شتاء والحرارة صيفا وتعتبر أول بلدية من حيث نسبة الشهداء في الجزائر. تبنت بلدية يابوس بسكانها الذين أغلبهم مجاهدين او مناضلين او ابناء شهداء الان الثورة التحريرية عدة معارك وبطولات أشهرها معركة خنڨة بلوكيل والتي تكالبت حينها ثلاث دول مشكلة الحلف الأطلسي وقامت بغارة جوية برية في جبال الأوراس والتي بدونها تكبدت خسائر فاذحة نظرا لبسالة وشهامة المجاهدين إلا أن قلة عددهم وعتادهم ادى الى استشهاد أزيد من 60 بطلا
اقتصاد:
تمكن الفرع العمومي للبناء والأشغال العمومية لمجمع كوسيدار الجزائر من الاستحواذ على صفقة إنجاز سد تاغاريست بولاية خنشلة، في مدة أقصاه 30 شهرا ابتداء من تاريخ المنح النهائي للعقد بعد الحصول على الموافقة من اللجنة الوطنية للصفقات العمومية. وأعلنت، الوكالة الوطنية للسدود في بيان نشر عبر وسائل الإعلام أنها منحت بشكل مؤقت عقد بقيمة 5ر6 مليار دينار لبناء سد تاغاريست ببلدية يابوس لأحد الفروع التابعة...